# 宁乡西站
宁乡西站，位于中华人民共和国湖南省长沙市宁乡市菁华铺乡，是常益长高速铁路上的高铁站，于2022年9月6日启用。

## 歷史
- 2022年9月6日启用。

## 外部連結
- 中国铁路客户服务中心 （页面存档备份，存于）